# Akçaabat, Karpuzlu
Akçaabat là một xã thuộc huyện Karpuzlu, tỉnh Aydın, Thổ Nhĩ Kỳ. Dân số thời điểm năm 2010 là 513 người.